# Kasteel van Breda

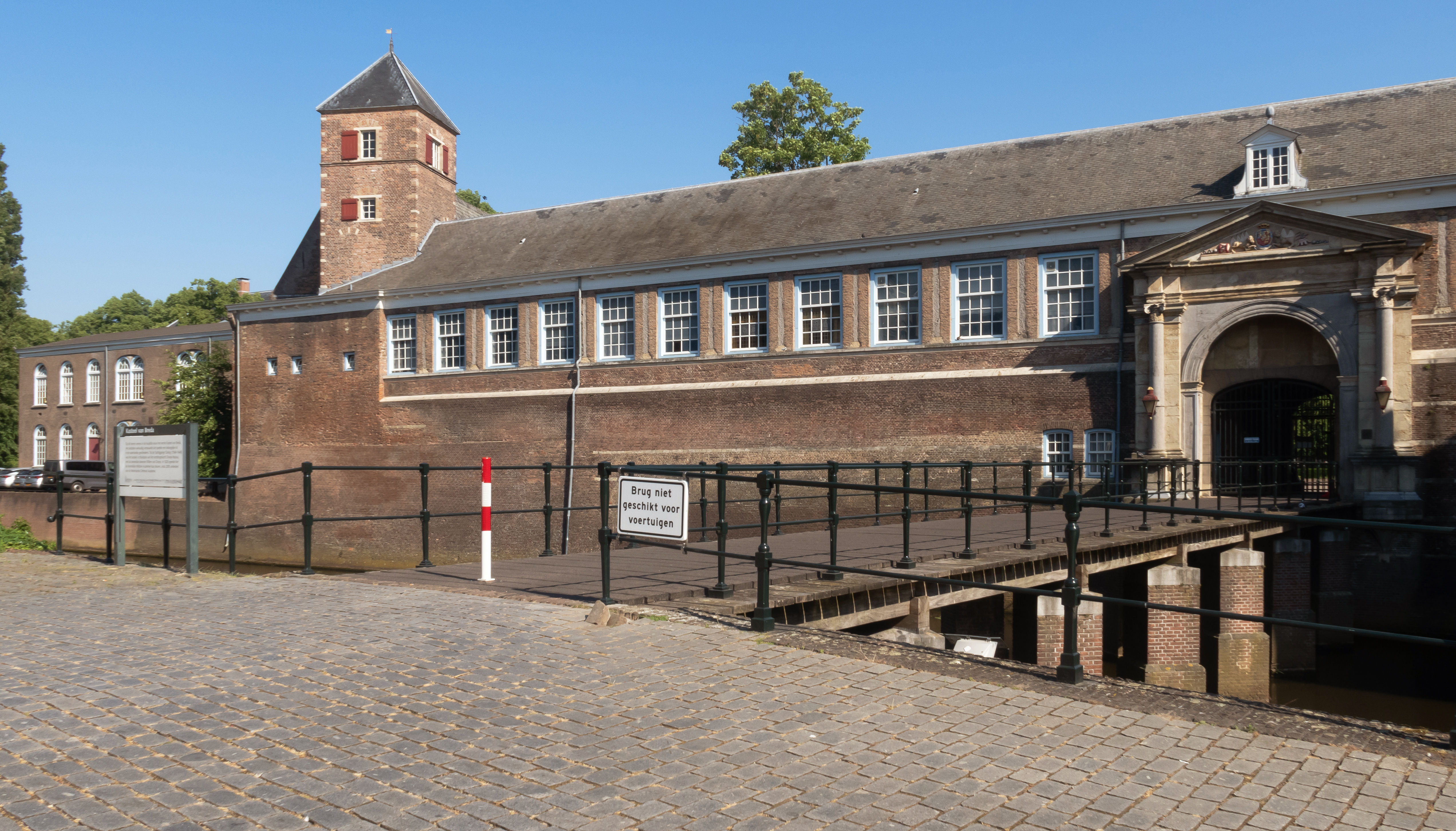
Kasteel van Breda

Het Kasteel van Breda is een kasteel in de Nederlandse provincie Noord-Brabant, gelegen in het centrale stadsdeel van Breda aan het Kasteelplein in de wijk Valkenberg. Sinds 1826 is de Koninklijke Militaire Academie (KMA) gevestigd in het kasteel. 

## Geschiedenis
De hertog van Brabant verkocht Breda in 1353 aan de Hollandse edelman Jan II van Polanen, Heer van Breda, die de burcht versterkte met een gracht en vier hoektorens. Het zo ontstane kasteel werd in de verdedigingswerken van Breda ingepast. De laatste telg van het geslacht Van Polanen, zijn kleindochter Johanna van Polanen, trouwde in 1403 met de Duitse edelman Engelbrecht I van Nassau-Siegen, waardoor Breda incluis het kasteel in handen van deze voorname familie kwam. Dit huwelijk vormt het begin van de band tussen Nederland en het huis van Oranje-Nassau.
Door Engelbrechts zoon, Johan IV van Nassau-Siegen, werd het kasteel kort na 1460 vergroot. De Rekenkamer van het kasteel van Breda, waar de vele bezittingen van de Nassaus werden vastgelegd, werd in deze periode gebouwd, en ook de nog bestaande Nassautoren is van deze tijd. Zijn achterneef Hendrik III van Nassau-Breda drukte een nog zwaarder stempel op zowel Breda als haar kasteel: hij liet het kasteel in 1536 verbouwen tot een renaissance-paleis. Hij maakte de voltooiing echter niet meer mee: hij stierf in 1538 en werd opgevolgd door zijn zoon René van Chalon. Die maakte het werk van zijn vader af en bouwde in 1540 de prachtige Hofkapel.
In 1527 bemoeide een telg van de befaamde Vlaamse Keldermans-bouwersdynastie zich met het herstel van de grote zaal en een deel van de nieuwbouw van het kasteel: Rombout II Keldermans. In 1531 was de verbouwing klaar.
René de Chalon stierf zeer jong en zonder echtelijke kinderen. Het kasteel kwam toen, evenals de titel Prins van Oranje, in handen van zijn elfjarige Duitse neef Willem van Nassau-Dillenburg, de latere Willem van Oranje die de beroemdste bewoner van het Kasteel is. In zijn strijd tegen het Spaanse gezag kreeg het kasteel opnieuw een militaire functie.
In 1667 werd in het kasteel de Vrede van Breda getekend door vertegenwoordigers van Engeland, de Republiek der Verenigde Nederlanden en Frankrijk, waardoor er een einde kwam aan de Tweede Engels-Nederlandse Oorlog. Stadhouder-koning Willem III bouwde tussen 1686 en 1695 het kasteel verder uit, waarbij het de naam Prinsenhof krijgt. Hij en zijn opvolgers verblijven echter maar weinig in het kasteel.
In de Franse tijd (18e eeuw) deed het Kasteel van Breda dienst als kazerne en militair hospitaal.
Koning Willem I stelde in 1826 het Kasteel van Breda ter beschikking aan de Koninklijke Militaire Academie (KMA); in 1828 arriveerden de eerste cadetten.

## Restauratie
Rond 1900 werden de buitenmuren van het zuidelijke voorgebouw en de Nassautoren gerestaureerd; onder andere werd de oude bepleistering verwijderd. Vervolgens werden het Spanjaardsgat, de Duiventoren en de Granaattoren vernieuwd. Na vijf jaar restauratie is het Huis van Brecht in 1993 heropend. In de kelder is een expositie van de opgravingen die toen in de kelder hebben plaatsgevonden.

## Indeling
Belangrijke onderdelen van het kasteel:
- de Stadhouderspoort
- het Blokhuis en Egmondgalerij
- de Parade
- de Henricuspoort
- de Binnenplaats
- de Hendrik III zaal
- de Nassauzaal
- Het Voske
- de Frederik Hendrik Poort
- de Grote Zaal
- René van Chalonweg
- de Hofkapel
- de Granaattoren
- het Spanjaardsgat
- de Duiventoren
- de Kraantoren
- het Huis van Brecht
- de Philips Willempoort
- de Nassautoren/rekenkamer
- de Onderaardse gang

## Openstelling
Het kasteel is niet toegankelijk voor publiek. De uitzonderingen op deze regel zijn de jaarlijkse Brabantse Kastelendag (waarop het Kasteel van Breda voor één dag toegankelijk is) en rondleidingen via de lokale VVV (beide onder begeleiding van een gids). Veel van de oorspronkelijke versterkingen zijn niet langer aanwezig; slechts aan het Spanjaardsgat zijn nog twee zevenhoekige torens zichtbaar. Het kasteel staat in de 'Top 100 van de Rijksdienst voor de Monumentenzorg' uit 1990.

## Galerij

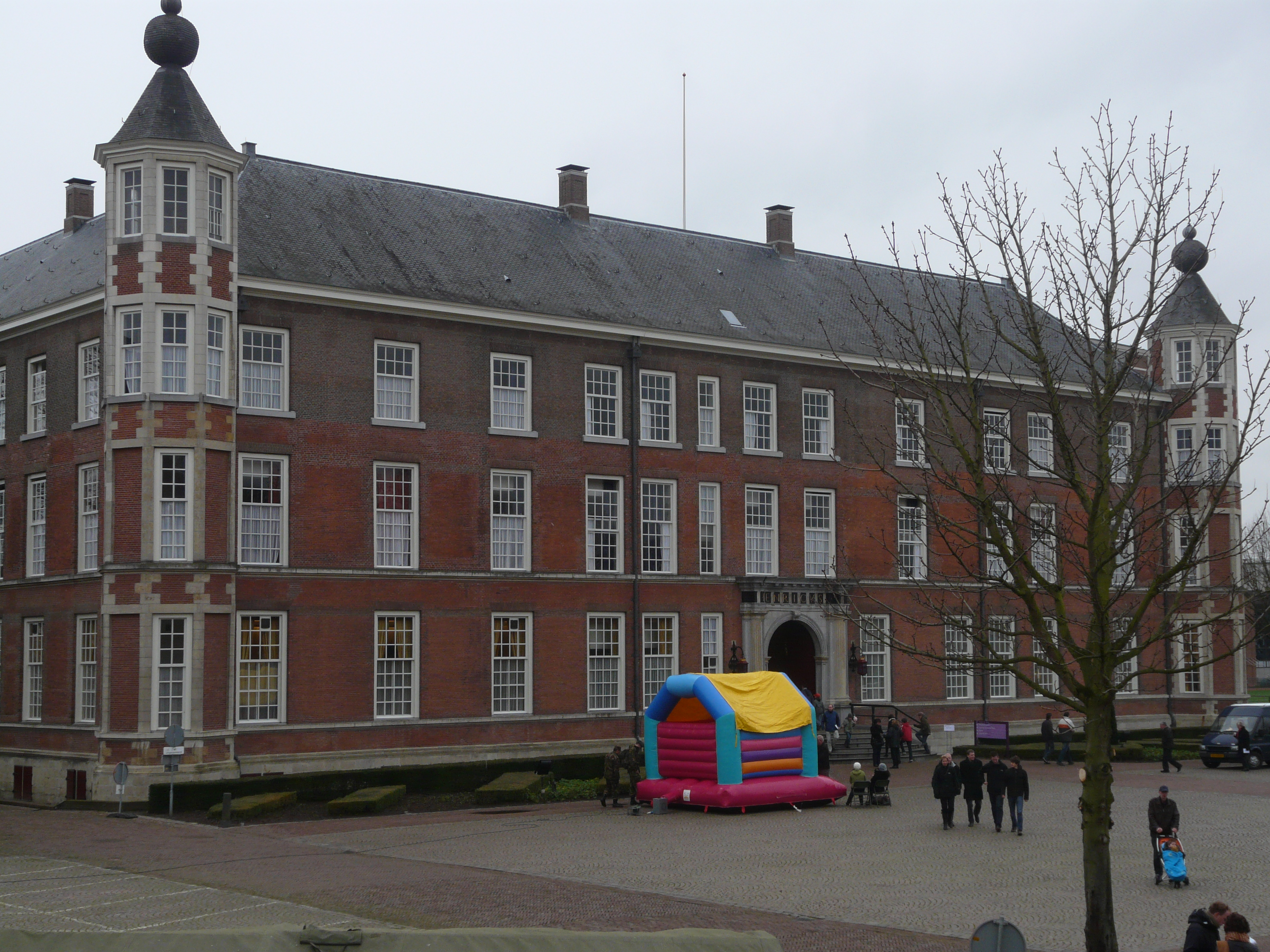
Voorzijde
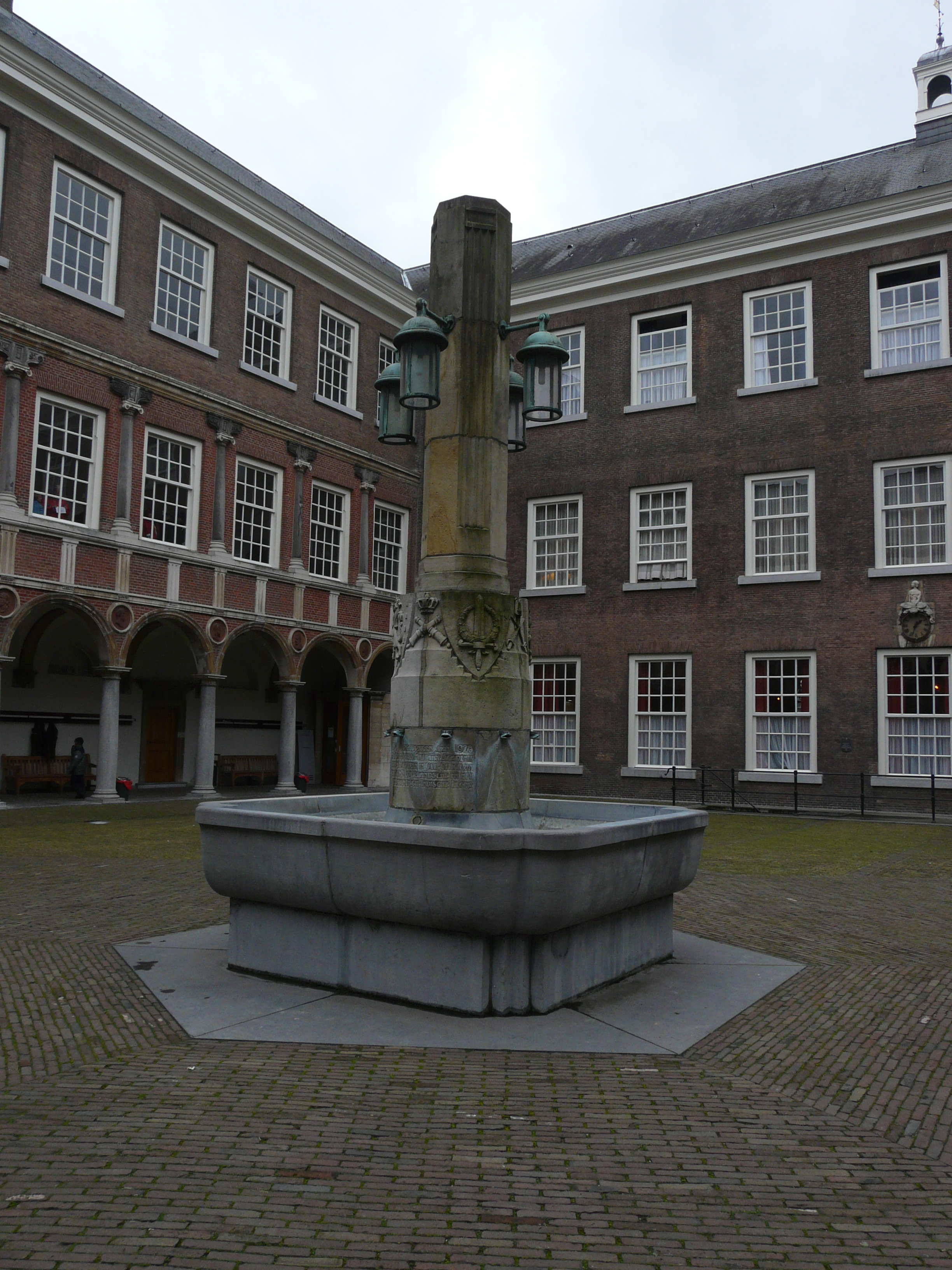
Binnenplaats Kasteel van Breda
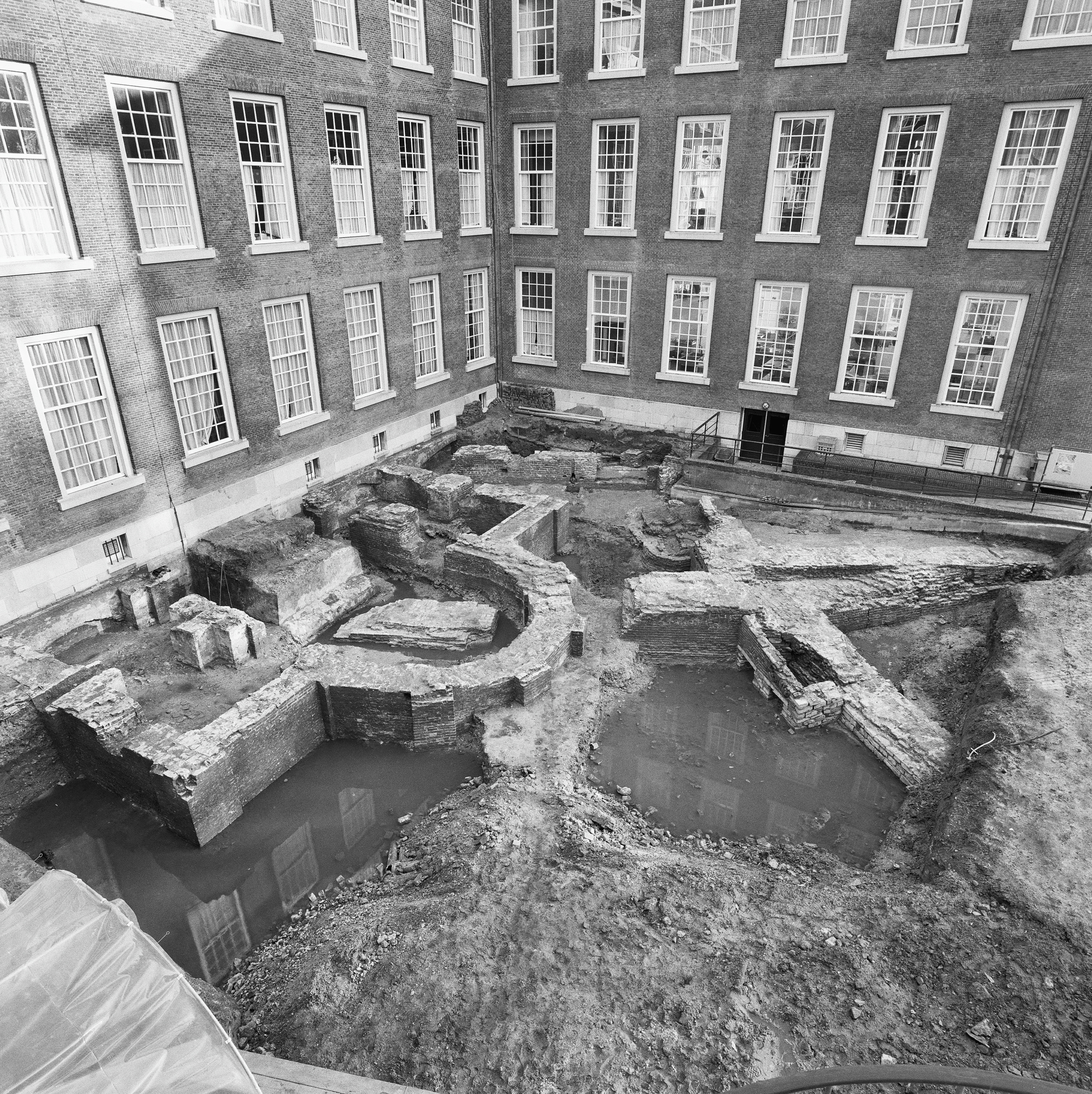
Restanten middeleeuwse contouren
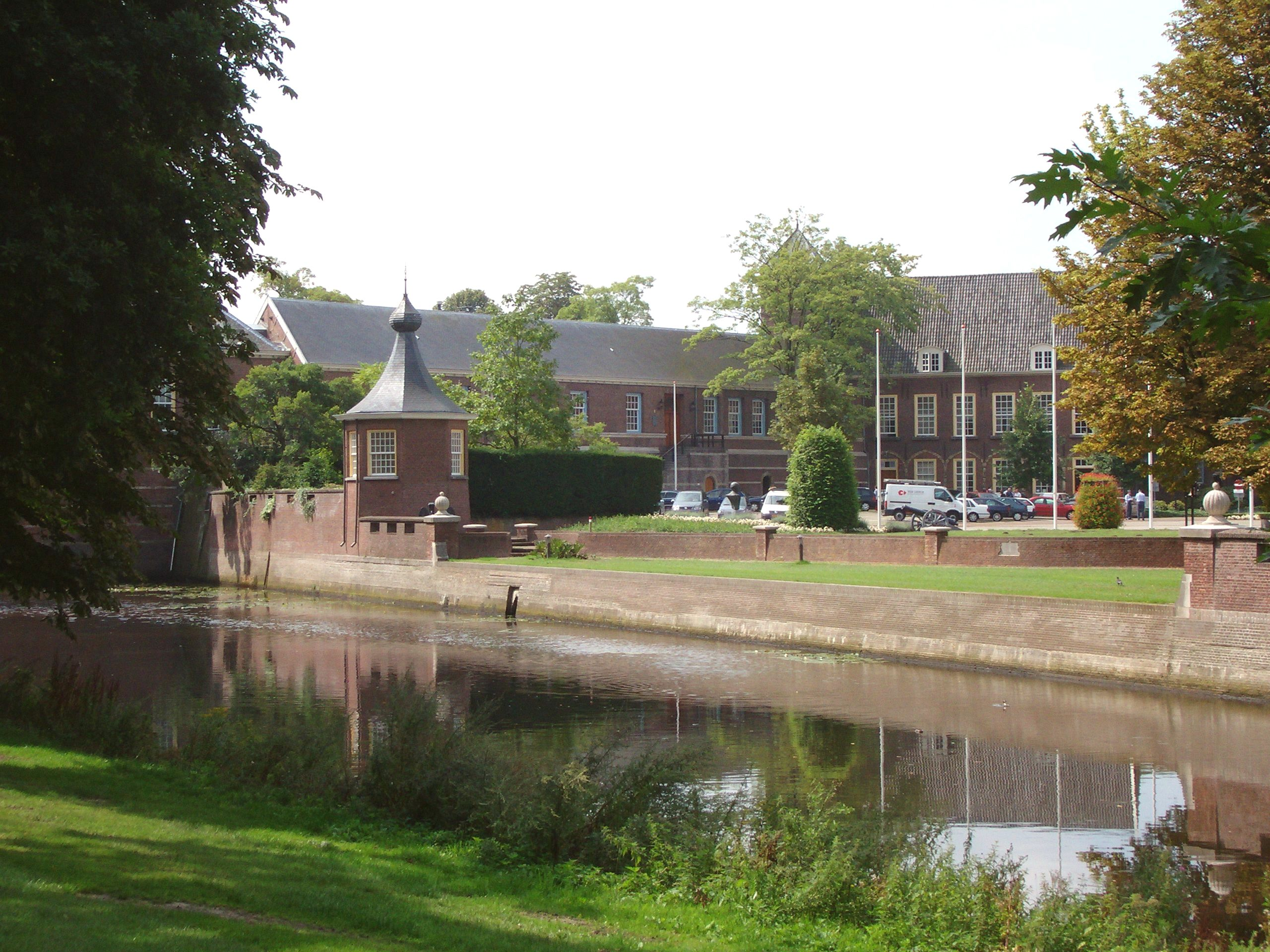
Zicht op het Blokhuis en de Blauwe Stoep vanuit Park Valkenberg